# El constructor de Norwood
El constructor de Norwood (anglès: The Adventure of the Norwood Builder), una de les 56 històries breus de Sherlock Holmes escrites per Sir Arthur Conan Doyle, és el segon conte de El retorn de Sherlock Holmes. La història es va publicar per primera vegada a Collier's als Estats Units el 31 d'octubre de 1903 i a The Strand Magazine al Regne Unit) el novembre de 1903.

## Trama
Sherlock Holmes i el doctor Watson reben la visita de "l'infeliç John Hector McFarlane", un jove advocat de Blackheath que ha estat acusat d'assassinar un dels seus clients, el constructor Jonas Oldacre. McFarlane explica a Holmes que Oldacre havia vingut a la seva oficina només un dia abans i li va demanar que redactés el seu testament en llenguatge jurídic. Per a la seva sorpresa, McFarlane va veure que Oldacre l'estava convertint en l'únic beneficiari i fins i tot hereu d'un llegat considerable, i McFarlane no pot imaginar per què ho feia. Aquest afer va portar a McFarlane a la casa d'Oldacre a Lower Norwood, on es van haver d'examinar alguns documents amb finalitats legals i on suposadament va tenir lloc l'assassinat. McFarlane va marxar bastant tard i es va allotjar a una posada local. Afirma haver llegit sobre l'assassinat al diari l'endemà al matí al tren. El diari deia clarament que la policia l'estava buscant.
L'evidència contra el jove McFarlane és força contundent. El seu bastó s'ha trobat a l'habitació d'Oldacre, i un foc es va apagar just a l'exterior en el qual un munt de fusta seca es va convertir en cendres, amb olor de carn cremada. Sembla més que probable que McFarlane cometés el crim, sobretot perquè se sap que va ser allà per aquella època. L'inspector Lestrade fa el fatxenda en saber que ell, a diferència d'Holmes, va pel bon camí. Holmes comença la seva pròpia investigació sobre l'assumpte anant a Blackheath. Això desconcerta a Lestrade, que esperava que anés primer a Norwood. Holmes descobreix que la mare de McFarlane va estar compromesa amb Oldacre anys abans, però després no va voler res a veure amb l'home quan va descobrir el cruel que era: havia deixat anar un gat en un santuari d'ocells.
Després d'examinar les notes manuscrites donades a McFarlane per Oldacre per ser convertides en un llenguatge legalment acceptable, Holmes considera que van ser escrites d'una manera molt casual com si l'escriptor no es preocupés pel que estava escrivint. L'alternança entre l'escriptura llegible i uns gargots incomprensibles suggereixen a Holmes que el "testament" va ser escrit de pressa en un tren, amb l'escriptura llegible que representa les parades a les estacions. A més, es troba que les negociacions financeres d'Oldacre van ser una mica estranyes. Recentment s'han fet diversos xecs per quantitats substancials, per motius desconeguts, a un senyor Cornelius. El descobriment dels botons dels pantalons d'Oldacre a les cendres de foc no fa res per exonerar a McFarlane. Holmes tem el pitjor; "Tots els meus instints estan en una direcció, i tots els fets estan en una altra". Tot i així, Holmes té poders d'observació que suggereixen que la mestressa d'Oldacre està retenint informació deliberadament.

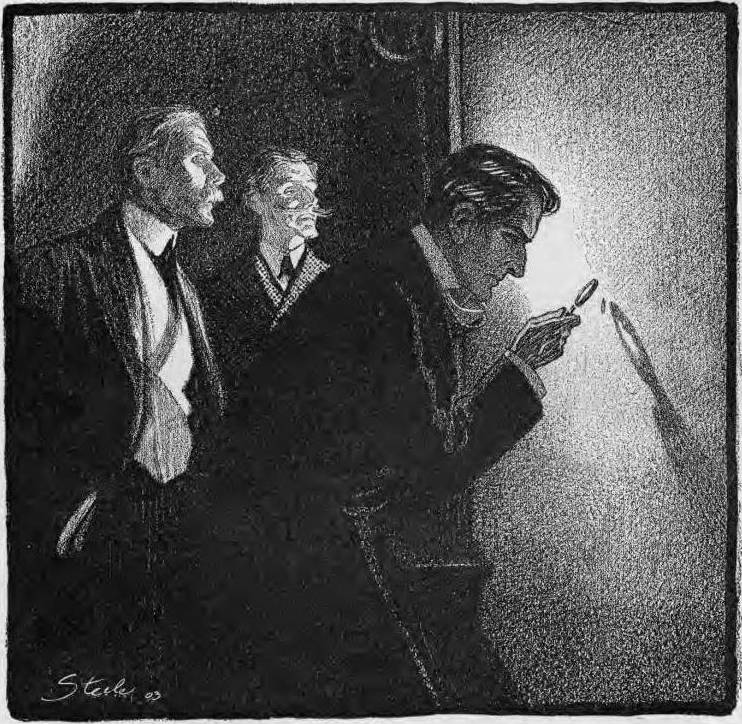
Holmes examina l'empremta digital, il·lustració de 1903 de Frederic Dorr Steele a Collier's

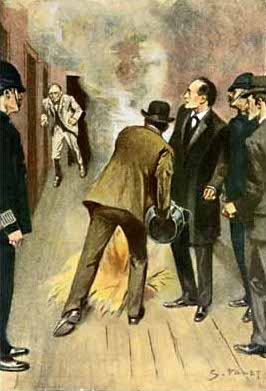
Aparició d'Oldacre, 1903 il·lustració de Sidney Paget

El goig de Lestrade arriba al màxim quan es troba una empremta del polze sagnant a la casa d'Oldacre que coincideix amb el polze de McFarlane. No obstant això, Holmes està bastant segur que hi ha alguna cosa molt tortuosa, ja que només havia examinat aquella part de la casa un dia abans, i l'empremta del dactilar segurament no hi era aleshores. Com que McFarlane ha estat a la presó des de la seva detenció al 221B de Baker Street, Holmes dedueix que algú està intentant un engany. Holmes encén un petit foc a una habitació de la casa amb una mica de palla i li diu a tres dels agents de Lestrade que cridin "Foc!" Lestrade i Watson estan força sorpresos del que passa després: Oldacre emergeix viu d'una cambra oculta al final d'un passadís, on Holmes ha deduït que havia d'estar mesurant els passadissos, i corre per escapar del foc. Oldacre és capturat immediatament.
Es revela que McFarlane, acusat del seu assassinat, havia format part d'una campanya de venjança contra la dona que va rebutjar Oldacre anys abans, la jove mare de McFarlane. Oldacre intenta fer passar les seves accions com una broma, però és detingut, juntament amb la mestressa com a còmplice. Holmes critica lleugerament el seu rival per haver descuidat Blackheath, on va adquirir la informació clau. Pel que fa al Sr. Cornelius, el destinatari de gran part de la munificencia d'Oldacre, Holmes dedueix que probablement havia estat un àlies utilitzat per Oldacre, que portava una doble vida amb l'objectiu final d'abandonar la seva identitat Oldacre perquè pogués per començar una nova vida. El compte bancari del "Sr. Cornelius" serà embargat pels creditors d'Oldacre. Oldacre jura venjança contra Holmes, que rebutja serenament les amenaces. Holmes li comenta a Lestrade que la trama d'Oldacre era gairebé perfecta. Així i tot, va fer un pas massa lluny plantant l'empremta digital (d'un segell de cera que McFarlane havia premsat), pensant que crearia proves encara més condemnadores, després que Holmes ja hagués examinat l'habitació on es va trobar. "Volia millorar allò que ja era perfecte", diu Holmes, "i així ho va arruïnar tot".

## Fons
Conan Doyle va viure a South Norwood des de 1891 fins a 1894 i, per tant, estava molt familiaritzat amb la zona. Tanmateix, hi ha molta ambigüitat pel que fa a les configuracions específiques de la història. El Norwood on viu Oldacre, per exemple, s'anomena "Lower Norwood", que fins al voltant de 1885 hauria estat el terme utilitzat per al que ara és West Norwood. Tanmateix, la història es va escriure un temps després d'aquesta data, i Oldacre es descriu com vivint a "Deep Dene House, al final de Sydenham de la carretera amb aquest nom". El mateix South Norwood podria ser un candidat lògic per a Lower Norwood, però l'única connexió perceptible entre la història i South Norwood és que Norwood Junction Oldacre utilitza l'estació de tren. McFarlane passa la nit a The Anerley Arms, un pub que encara existeix i que té un pis superior abandonat (no hi ha més convidats). Ara és un dels pubs de la família de Samuel Smith i celebra la seva connexió amb Sherlock Holmes.
Aquesta és una de les poques històries de Holmes en què una empremta digital proporciona una bona pista sobre la naturalesa del problema. La idea de reproducció de l'empremta de cera va ser ideada i comprada per Bertram Fletcher Robinson (1870–1907), que també va ajudar a tramar The Hound of the Baskervilles (1901).
Al començament de la història, Watson esmenta dos casos no registrats que Holmes va investigar al mateix temps que aquesta història:
- "El cas dels papers de l'expresident Murillo", que després Doyle va escriure com "L'aventura de Wisteria Lodge".
- "El sorprenent afer del vapor holandès Friesland", que va inspirar lliurement un episodi de 1944 de la sèrie de ràdio The New Adventures of Sherlock Holmes[5] i la pel·lícula de 1945 Pursuit to Algiers, ambdues protagonitzades per Basil Rathbone com Holmes.

Una referència al professor Moriarty prologa la història. "Des del punt de vista de l'expert criminalista", va dir Sherlock Holmes, "Londres s'ha convertit en una ciutat singularment poc interessant des de la mort del lamentat Moriarty". Moriarty s'esmenta en altres dues històries de 1903: "El tres-quarts desaparegut" i "L'aventura de la casa deshabitada".

## Historial de publicacions
"The Adventure of the Norwood Builder" es va publicar per primera vegada als Estats Units a Collier's el 31 d'octubre de 1903, i al Regne Unit a The Strand Magazine el novembre de 1903. La història va ser publicada amb set il·lustracions de Frederic Dorr Steele a Collier's, i amb set il·lustracions de Sidney Paget al Strand. Va ser inclòs a la col·lecció de contes El retorn de Sherlock Holmes, que es va publicar als Estats Units el febrer de 1905 i al Regne Unit el març de 1905.

## Adaptacions

### Cinema i televisió
La història va ser adaptada com a curtmetratge mut estrenat el 1922 com a part de la sèrie de pel·lícules Stoll protagonitzada per Eille Norwood com Sherlock Holmes i Hubert Willis com el Dr. Watson, amb Cyril Raymond com John McFarlane i Teddy Arundell com l'Inspector Hopkins.
La sèrie de televisió de Granada Sherlock Holmes amb Jeremy Brett va ser fidel a la història original amb algunes excepcions. A l'adaptació, Oldacre mata i crema un vagabund, però al llibre es nega a admetre quina carn es va cremar. La senyora McFarlane és una vídua recent en lloc que el seu marit estigui viu però fora. Watson en comptes de Holmes rastreja els pagaments a Cornelius i, finalment, Holmes en lloc de Lestrade, adverteix a McFarlane que les seves paraules es poden utilitzar contra ell.
Al primer episodi de la segona temporada d'Elementary, Holmes esmenta el Norwood Builder com un cas en què ell i Lestrade van treballar a Londres.

### Ràdio i audio drames
Una adaptació radiofònica es va emetre com a episodi de la sèrie de ràdio nord-americana The Adventures of Sherlock Holmes. L'episodi va ser adaptat per Edith Meiser i es va emetre el 13 d'abril de 1931, amb Richard Gordon com Sherlock Holmes i Leigh Lovell com el Dr. Watson.
Meiser també va adaptar la història com a episodi de la sèrie de ràdio nord-americana The New Adventures of Sherlock Holmes, amb Basil Rathbone com a Holmes i Nigel Bruce com a Watson, que es va emetre el 17 de novembre de 1940.
Felix Felton va adaptar la història per a la BBC Home Service com a part de la sèrie de ràdio 1952–1969 protagonitzada per Carleton Hobbs com Holmes i Norman Shelley com Watson, amb Felton com l'inspector Lestrade i John Turnbull com Jonas Oldacre. L'adaptació es va emetre el 7 d'octubre de 1954.
La història es va adaptar com a episodi titulat "The Tale of the Norwood Builder" en una sèrie d'adaptacions de ràdio protagonitzades per John Gielgud com Holmes i Ralph Richardson com Watson. L'episodi es va emetre al BBC Light Program el 23 de novembre de 1954 i a la ràdio NBC el 20 de febrer de 1955.
Un drama d'àudio basat en la història es va publicar el 1971 en una cara d'un disc LP, com un dels diversos enregistraments protagonitzats per Robert Hardy com Holmes i Nigel Stock com Watson. Va ser dramatitzat i produït per Michael Hardwick i Mollie Hardwick.
"The Norwood Builder" va ser dramatitzat per a la BBC Radio 4 el 1993 per Bert Coules, com a part de la sèrie de ràdio 1989–1998 protagonitzada per Clive Merrison com Holmes i Michael Williams com Watson. Va comptar amb Peter Sallis com a Jonas Oldacre, Donald Gee com a inspector Lestrade i David Holt com a John McFarlane. En ell, a causa del seu canvi d'actitud envers la fama (adquirit mentre viatjava al Tibet durant la seva "mort"), Holmes, al principi, informa a Watson que "no hi ha d'haver més històries", però que Watson hauria de continuar mantenint notes sobre els seus casos per emmagatzemar-los per a una possible publicació futura. A més, després de la seva captura, Oldacre revela que també creia que Holmes estava mort.
La història va ser adaptada com a episodi del 2007 de The Classic Adventures of Sherlock Holmes, una sèrie del programa de ràdio nord-americà Imagination Theatre, protagonitzada per John Patrick Lowrie com Holmes i Lawrence Albert com Watson, amb Rick May com Lestrade.

### Altres mitjans
La novel·la de Wishbone Mysteries Forgotten Heroes (1998) fa referència a "L'aventura del constructor de Norwood".